# Walter Schneider (Politiker, 1925)
Walter Schneider (* 16. Januar 1925 in Haiger; † 18. Februar 1999 in Gießen) war ein deutscher Politiker (SPD) und Abgeordneter des Hessischen Landtags.

## Biografie
Walter Schneider leistete nach dem Abitur 1943 bis 1945 Kriegsdienst. Am 30. Dezember 1942 beantragte er die Aufnahme in die NSDAP und wurde zum 20. April 1943 aufgenommen (Mitgliedsnummer 9.375.036). 1939 ließ er sich in Gießen nieder, wo er nach dem Krieg Landwirtschaft studierte. Er schloss das Studium als Diplom-Landwirt ab und arbeitete 1952 bis 1968 als kaufmännischer Angestellter in der Industrie. Vom 1. April 1968 bis zu seinem Eintritt in den Ruhestand am 31. Januar 1990 war er Geschäftsführer der Arbeiterwohlfahrt in Gießen.
Walter Schneider war verheiratet und hatte zwei Kinder. Er verstarb an den Folgen eines Krebsleidens und wurde am 22. Februar 1999 auf dem Friedhof in seinem Wohnort Wieseck beigesetzt.

## Politik
Walter Schneider war seit 1963 Mitglied der SPD und führte den Unterbezirk seiner Partei von 1975 bis 1977. Weiterhin war er Mitglied der Gewerkschaft ÖTV.
Für seine Partei war er von 1964 bis 1976 und von 1979 bis 1981 Stadtverordneter in Gießen und führte dort von 1968 bis 1974 die SPD-Fraktion. Von 1977 bis 1979 gehörte er dem Rat der Stadt Lahn an.
Bei der Landtagswahl 1974 kandidierte er zunächst erfolglos für ein Mandat im Hessischen Landtag. Jedoch rückte er am 10. März 1977 ins Parlament nach, dem er bis zum 30. November 1978 angehörte.
Später zog er sich aus der aktiven Politik zurück, kandidierte jedoch noch mehrere Male für die Stadtverordnetenversammlung, zuletzt 1997.